# Maria Tescanu Rosetti
Maria Rosetti-Tescanu (cunoscută ulterior ca Maruca Cantacuzino; n. 18 iulie 1879, Berești-Tazlău, Bacău, România, România – d. 23 decembrie 1968, Geneva, Geneva, Elveția) a aparținut unei vechi familii boierești, a fost una din doamnele de companie ale reginei Maria; la 18 ani devine soția prințului Mihail G. Cantacuzino, căpătând astfel și titlul de „Prințesă”. Ulterior decesului acestuia (1928), devine prietena intimă a filosofului Nae Ionescu (care o părăsește însă după câțiva ani în favoarea altei femei), iar în 1937 soția lui George Enescu. Este mama aviatorului Constantin Cantacuzino și bunica scriitoarei Oana Orlea.

## Biografie
Tânăra Maria a fost educată în spirit artisitic, cu precădere în domeniul muzicii și al literaturii. În ianuarie 1897, tatăl său s-a sinucis, act ce a marcat-o pentru toată viața.
La 1 martie 1898 l-a cunoscut la Ateneul Român pe George Enescu, care prezentase în primă audiție Poema Română. Relația dintre cei doi avea să debuteze  peste 8 ani, când s-au reîntâlnit la Castelul Peleș. După încheierea căsătoriei, cuplul s-a stabilit pentru un an în SUA.
Ca urmare a instaurării regimului comunist în România, cei doi au pierdut Palatul Cantacuzino și s-au stabilit la Paris. După moartea lui Enescu, în 1955, Maruca și-a petrecut ultimii ani din viață în Elveția.  
A decedat în 1969 și a fost înmormântată alături de soțul ei în Cimitirul Père Lachaise din Paris.

## Refugiul din Iași
În timpul Primului Război Mondial a fost refugiată la Iași, unde l-a găzduit pe compozitorul George Enescu. Aici, lângă Spitalul Militar din Iași, își organizează un pavilion din scândură, "somptuos mobilat”. Nichifor Crainic, care în acea vreme era soldat sanitar atașat la respectivul spital, mărturisește cum Maruca Cantacuzino era vizitată zilnic de trei bărbați (amanți), dintre care cel de-al treilea era însuși compozitorul George Enescu. Când, revoltați, angajații spitalului hotărăsc să descindă în pavilion, găsesc, între altele, o „cărțulie franțuzească” ce conținea secretul celor trei vizite periodice consecutive. Cartea o sfătuia pe M. Cantacuzino că „pentru a-și menține proaspete senzațiile amoroase, femeia trebuie să aibă trei amanți simultan”.  
Mai mult, M. Cantacuzino oferea banchete somptuoase unde invitații erau serviți cu curcani, purcei și ouă, alimente pe care le obținea dând la schimb zahărul, tutunul și untdelemnul destinat bolnavilor din spital. O altă ispravă a prințesei era de a pune soldații convalescenți să danseze dansuri românești într-o curte a unei mănăstiri de lângă Iași, pentru a distra mesenii. Nichifor Crainic estimează că aproximativ 73 de astfel de convalescenți au murit ca urmare a acestor jocuri ce le solicitau rezervele de energie rămase. 
Când, într-un final, angajații spitalului, alături de Nichifor Crainic, se hotărăsc să denunțe aceste abuzuri criminale, soțul de atunci al prințesei intervine (Mihail Cantacuzino, ministru al justiției), șantajându-i. Deși nicio acuzația adusă împotriva prințesei Cantacuzino nu poate fi demontată, ea sfârșind prin a izbucni în plâns, totuși cei pedepsiți au fost tot angajații spitalului, alături de Nichifor Crainic, care au fost dați afară din spital. Toate acestea se întâmplau într-o vreme când zilnic căruțe de soldați români morți erau transportați vrafuri de la spital la cimitir, iar coridoarele erau scăldate în țipetele de durere ale bolnavilor.
Tot în această vreme a participat la demonstrațiile organizate de doamnele din înalta societate, sub patronajul Reginei Maria, între 22-24 februarie 1918, care protestau împotriva măsurilor luate de guvernul generalului Averescu.
Constantin Argetoianu, prezintă activitatea ei din acele zile, în caracteristicul său stil sarcastic: „Maruca Cantacuzino, imaculata «pransesa loantenă» nevăzută tot timpul războiului, abandonase pridvoarele mănăstirești și trăgând după dânsa pe Enescu - cu o trâmbiță în gură și cu unghiile în doliu - se pusese și ea în fruntea unei coloane de vestale și se plimba cu curaj între Palatele Regale, casa Generalului Berthelot și gară”.